# Payette County
Payette County ist ein County im Bundesstaat Idaho der Vereinigten Staaten. Der Verwaltungssitz (County Seat) ist Payette.

## Geographie
Das County liegt im Westen von Idaho, grenzt an Oregon und hat eine Fläche von 1062 Quadratkilometern, wovon sieben Quadratkilometer Wasserfläche sind. Es grenzt im Uhrzeigersinn an folgende Countys: Washington County, Gem County und Canyon County. Der Süden des Countys liegt in der Ebene der Snake River Plain.

## Geschichte
Payette County wurde am 28. Februar 1917 aus Teilen des Canyon County gebildet. Benannt wurde es nach dem Payette River.
15 Bauwerke des Countys sind im National Register of Historic Places eingetragen.

## Demografische Daten
Nach der Volkszählung im Jahr 2000 lebten im Payette County 20.578 Menschen. Davon wohnten 117 Personen in Sammelunterkünften, die anderen Einwohner lebten in 7.371 Haushalten und 5.572 Familien. Die Bevölkerungsdichte betrug 20 Personen pro Quadratkilometer. Ethnisch betrachtet setzte sich die Bevölkerung zusammen aus 90,25 Prozent Weißen, 0,87 Prozent amerikanischen Ureinwohnern, 0,85 Prozent Asiaten, 0,10 Prozent Afroamerikanern, 0,03 Prozent Bewohnern aus dem pazifischen Inselraum und 5,57 Prozent aus anderen ethnischen Gruppen; 2,33 Prozent stammen von zwei oder mehr Ethnien ab. 11,92 Prozent der Bevölkerung waren spanischer oder lateinamerikanischer Abstammung.
Von den 7.371 Haushalten hatten 37,7 Prozent Kinder unter 18 Jahren, die bei ihnen lebten. 62,0 Prozent davon waren verheiratete, zusammenlebende Paare. 9,3 Prozent waren allein erziehende Mütter und 24,4 Prozent waren keine Familien. 20,6 Prozent waren Singlehaushalte und in 9,5 Prozent lebten Menschen mit 65 Jahren oder älter. Die Durchschnittshaushaltsgröße betrug 2,78 und die durchschnittliche Familiengröße war 3,21 Personen.
30,6 Prozent der Bevölkerung waren unter 18 Jahre alt, 7,9 Prozent zwischen 18 und 24 Jahre, 26,6 Prozent zwischen 25 und 44 Jahre, 21,7 Prozent zwischen 45 und 64 Jahre. 13,2 Prozent waren 65 Jahre oder älter. Das Durchschnittsalter betrug 34 Jahre. Auf 100 weibliche Personen kamen 98,3 männliche Personen. Auf 100 Frauen im Alter ab 18 Jahren kamen 94,8 Männer.
Das jährliche Durchschnittseinkommen der Haushalte betrug 33.046 US-Dollar, das Durchschnittseinkommen der Familien 37.430 USD. Männer hatten ein Durchschnittseinkommen von 30.641 USD, Frauen 21.421 USD. Das Prokopfeinkommen betrug 14.924 USD. 9,7 Prozent der Familien und 13,2 Prozent der Einwohner lebten unterhalb der Armutsgrenze.

## Orte im County
- Buckingham
- Eiffie
- Fort Wilson
- Fruitland
- Hamilton Corner
- Ingard
- New Plymouth
- Palisades Corner
- Payette
- Payette Heights
- Ramey
- Sand Hollow
- Washoe
- Wood